# Millerovi na tripu
Millerovi na tripu (v anglickém originále We’re the Millers) je americká filmová komedie z roku 2013. Režisérem filmu je Rawson Marshall Thurber. Hlavní role ve filmu ztvárnili Jason Sudeikis, Jennifer Aniston, Emma Roberts, Will Poulter a Ed Helms. 

## Ocenění
- MTV Movie Award, Will Poulter, největší objev
- MTV Movie Award, Emma Roberts, Jennifer Aniston, Will Poulter, nejlepší polibek
- Teen Choice Award, Emma Roberts, nejlepší herečka v komedii

## Obsazení
| Jason Sudeikis   | David Clark/David Miller         |
| Jennifer Aniston | Sarah Rose O´Reilly/Sarah Miller |
| Emma Roberts     | Casey Mathis/Casey Miller        |
| Will Poulter     | Kenny Rossmore/Kenny Miller      |
| Ed Helms         | Brad Gurdlinger                  |
| Nick Offerman    | Don Fitzgerald                   |
| Kathryn Hahn     | Edith Fitzgerald                 |
| Molly Quinn      | Melissa Fitzgerald               |
| Tomer Sisley     | Pablo Chacon                     |
| Matthew Willig   | One-Eye                          |
| Luis Guzmán      | mexický policista                |